# Motorpsycho … wie wilde Hengste
Motorpsycho … wie wilde Hengste ist ein Kriminalfilm in Schwarz-Weiß des Regisseurs Russ Meyer aus dem Jahr 1965.

## Inhalt
Drei halbstarke Motorradfahrer vergewaltigen in einem kleinen Wüstenstädtchen in der Nähe von Las Vegas die junge Frau des Tierarztes Maddox. Wegen der Gleichgültigkeit des Sheriffs nimmt Maddox die Verfolgung der Flüchtenden selber auf.
Unterwegs erschießen diese einen älteren Mann, der wegen einer Reifenpanne mit seinem Pick-Up in der Wüste steckengeblieben ist. Ruby, seine junge und laszive Frau wird von ihnen – in der Meinung, sie sei tot – angeschossen liegen gelassen. Sie lassen ihre Motorräder zurück und fahren mit dem Pick-Up weiter.
Ruby wird von Maddox gefunden und gemeinsam verfolgen sie die Bande weiter. Maddox wird dabei von einer Schlange ins Bein gebissen und seine Begleiterin rettet ihm das Leben, indem sie ihm das Gift aussaugt und den Fiebernden in der kalten Wüstennacht mit ihrem Körper wärmt. Einer der Bande trennt sich von den anderen und wird von Brahmin, dem Anführer, niedergeschossen. Die beiden anderen bleiben bald danach mit leerem Benzintank liegen. Der Biker Dante läuft zurück, will den Wagen des Tierarztes stehlen und wird von Ruby, die ihre weiblichen Reize einsetzt, erstochen.
Am nächsten Morgen ist Maddox wieder auf den Beinen. Sie fahren weiter und geraten in den Hinterhalt von Brahmin, des in der Hitze irre gewordenen Vietnam-Veterans und letzten Überlebenden der Motorradbande. Ruby wird erneut durch einen Schuss verletzt. Maddox sucht mit ihr vor einem Mineneingang Deckung, findet dort zwei Stangen Dynamit, kann mit seinem Schnürsenkel einen Sprengsatz mit Lunte basteln und den Übergeschnappten in die Luft sprengen.
Maddox will Ruby nach Las Vegas fahren und danach zu seiner Frau nach Hause.

## Kritik
„Ein typischer früher Meyer-Film mit mehr "Crime"-Eskapaden als Sex. Hier stellt sich der Anführer der Rocker am Ende als geistesgestörter Vietnam-Veteran heraus.“

„Amerikanischer Film unterster Machart, der mit drei Motorradgangstern und durch Vergewaltigung und Mord gern ein Geschäft machen möchte. Abzulehnen.“